# Борама (район Сомалі)
Борама (сом. Degmada Borama) — район Сомалі, розташований у автономній провінції Авдал. Територіальну автономію оспорює самопроголошена держава Сомаліленд, котру міжнародне суспільство вважає частиною Сомалі.